# Битка при Драмдаг
Битка при Драмдаг е част от руското настъпление в началния период на бойните действия на Кавказкия фронт по време на Руско-турската война (1877 – 1878).

## Оперативна обстановка
Настъплението на руските сили, което постига завземането на Зайдекан на 29 май 1877 г. е заплаха за главните османски сили при Зевин. Турския командир Ахмед Мухтар паша насочва срещу Ереванския руски отряд с командир генерал-лейтенант Арзас Тергукасов два отряда. Първия е в състав от 5000 офицери и войници и 9 оръдия с командир Фалик паша, вторият от 8300 офицери и войници и 12 оръдия с командир Татръоглу Мехмед паша. Заповедта е да се спре руското настъпление.
Командирът на Действащия руски корпус генерал от кавалерията Михаил Лорис-Меликов заповядва на Ереванския отряд от 11 000 офицери и войници и 32 оръдия да води активни действия с цел отвличане на османските сили от обсадата на Карс.

## Бойни действия
На 3 юни руският авангард открива османските позиции по хребета Драмдаг, заети от отряда на Татръоглу Мехмед паша. На следващия ден 4 юни, руските части настъпват в две колони с обход на десния османски фланг, опиращ в планината Аджимаг. Османските сили се съсредоточават в този участък. Водят се две руски атаки. Последвалата османска контраатака е отбита със силен огън. В резултат османските части отстъпват в безпорядък и е убит е Татръоглу Мехмед паша.
Руски загуби са 159 убити и ранени офицери и войници. Османски загуби са 1092 убити и ранени офицери и войници. Руската победа открива пътя им към Пасинската долина.